# Marisa Allasio
Maria Luisa Lucia "Marisa" Allasio (Turijn, 14 juli 1936) is een voormalige Italiaanse actrice. In de jaren 1950 speelde ze in een twintigtal films.

## Biografie
Allasio werd geboren op 14 juli 1936 in Turijn als dochter van Lucia Rocchietti en Federico Allasio, die in de jaren 1930 en 1940 als centrale middenvelder speelde voor de voetbalteams Torino FC en Genoa CFC en later jarenlang als voetbaltrainer actief was. Als tiener volgde ze acteercursussen in Genua en later in Rome. Ze maakte haar filmdebuut op 16-jarige leeftijd met een rolletje in Gli eroi della domenica. In de jaren 1950 werd ze een van de populairste actrices in de Italiaanse cinema.
Na haar huwelijk op 10 november 1958 met graaf Pier Francesco Calvi van Bergolo (1933-2012), zoon van prinses Jolanda van Savoye, gaf ze haar acteercarrière op.  Het paar kreeg twee kinderen: een zoon Carlo in 1959 en een dochter Anda in 1962.